# Fenixorden (Tyskland)
Fenixorden var en orden instiftad av furst Filip Ernst I av Hohenlohe-Waldenburg-Shillingsfürst 29 december 1757. Orden har inte delats ut sedan 1806.